# باربرا موراي
باربرا موراي (بالإنجليزية: Barbara Murray)‏ هي ممثلة بريطانية، ولدت في 27 سبتمبر 1929 بلندن في المملكة المتحدة، وتوفيت في 20 مايو 2014 في إسبانيا بسبب نوبة قلبية.

## وصلات خارجية
- باربرا موراي على موقع IMDb (الإنجليزية)
- باربرا موراي على موقع ألو سيني (الفرنسية)
- باربرا موراي على موقع أول موفي (الإنجليزية)
- باربرا موراي على موقع إن إن دي بي (الإنجليزية)
- باربرا موراي على موقع قاعدة بيانات الفيلم (الإنجليزية)
- باربرا موراي على موقع كينوبويسك (الروسية)